# An Tân, Bảo Định
An Tân (chữ Hán giản thể: 安新县, âm Hán Việt: An Tân huyện) là một huyện thuộc địa cấp thị Bảo Định, tỉnh Hà Bắc, Cộng hòa Nhân dân Trung Hoa. Huyện này có diện tích 726, ki-lô-mét vuông, trong đó có 1/3 là diện tích mặt nước; dân số năm 1999 là 397.815 người..Mã số bưu chính là 071600. Chính quyền huyện đóng ở trấn An Tân. Về mặt hành chính, huyện An Tân được chia thành trấn, hương. 
- Trấn: An Tân, An Châu, Thụy Thôn, Đồng Khẩu, Tam Đài, Đại Vương, Lão Hà Đầu, Lưu Lý Trang, Triệu Bắc Khẩu.
- Hương: Khuyên Đầu, Trại Lý, Lư Trang.